# Eumecacris colombiana
Eumecacris colombiana är en insektsart som beskrevs av Marius Descamps 1978. Eumecacris colombiana ingår i släktet Eumecacris och familjen gräshoppor. Inga underarter finns listade i Catalogue of Life.